# Sollipulli
Sollipulli je sopečná kaldera. Nachází se v chilském regionu Araukánie, přibližně 10 km západně od argentinské hranice. Okraje kaldery jsou posety několika dacitovými lávovými dómy, struskovými kužely a explozivními krátery. Stáří kaldery není známo. Postkalderové stádium přineslo několik větších explozivních erupcí, proto, i když je kaldera Sollipulli méně známá než nedaleké stratovulkány Llaima a Villarrica, představuje mnohem větší vulkanické nebezpečí.